# بنك التقوى
بنك التقوى (بالإنجليزية: Al Taqwa Bank)‏، بنك أسسه قياديان من جماعة الإخوان المسلمين في 1988 م أبرزهم رجل الأعمال المصري الإيطالي يوسف ندا وحسب موقع للإخوان المسلمين فقد كان البنك «أول بنك إسلامي» يعمل خارج الدول الإسلامية، وقد قام يوسف ندا بدمج أمواله مع أموال صديقه غالب همت، حتى يزداد رأسمال البنك، وبالفعل استطاع البنك تحقيق مكاسب كبيرة في سنواته الأولي، وأصبح يوسف ندا شخصية مرموقة في عالم الاقتصاد والمال في أوروبا، ودول العالم الإسلامي. يقع مركز البنك الرئيسي في جزيرة ناسو بجزر البهاما المجاورة للولايات المتحدة وهي جزر متاح بها العمل على نظام «الأوفشور» في العمليات المصرفية والاستثمارية من دون مراقبة من حكومات، ويطلق عليه تسمية أخرى شائعة «بنك جماعة الاخوان المسلمين»، إذ أنه أحد الجوانب الاستثمارية الأخرى لجماعة الاخوان المسلمين التي كان محظور نشاطها في مصر  وعدة بلدان.

## ميزانية البنك
أعلنت ميزانية البنك المجمعة في 31 ديسمبر 1994 م. 258.667.162 دولار أمريكي.
أفلس البنك في العام 1998 م. واتهم عدد من أعضاء جماعة الإخوان رئيس مجلس إدارة البنك المليونير يوسف ندا الذي يحمل الجنسية الإيطالية والمقيم في سويسرا بافلاس البنك. الذي رد علي سؤال طرح عليه حول مصير الملايين من أموال البنك قائلا: (أيوه.. هو الحقيقة يعني أنا بالنسبة لي أنا استعوضت أمري لله، وأنا يؤلمني فعلاً مدخرات الناس وشقاهم المغترب منهم أو المقيم، لكن أنا لم أخطئ، الحمد لله في عملي لم ينقصني لا علم، لا خبرة، لا تجربة، ولا علاقات، ولا وضع في السوق، كل العوامل اللي محتاجها العمل كانت موجودة، لكن قضاء الله ما أقدر يعني أستشف الغيب أيه اللي هيعملوه. أنا أصبح وضعي يعني عامل زي العراق، حطوا (sanction) عليه وبعدين قالوا لأ.. هنعمل...).

## بنك التقوي واحداث 11 سبتمبر
أعلن الرئيس الأمريكي جورج بوش، عقب أحداث 11 سبتمبر 2001 تجميد أموال مجموعة التقوى بتهمة الإرهاب.
ونفي يوسف ندي عدة مرات أن يكون بنك التقوي «حصالة الإخوان المسلمين» أو أن يكون للجماعة أموال مودعة به ففي مقابلة مع قناة الجزيرة قال: الجماعة لا توجد لها أموال في البنك، ولكن كأفراد بالتأكيد يوجد لأن بنك التقوى فيه أموال أفراد من جميع دول المسلمين.

## اتهامات بدعم الإرهاب
وجهت اتهامات للبنك بوجود صلات بعدة منظمات وشخصيات إرهابية دولية مثل أسامة بن لادن وتنظيمه "القاعدة"،  حيث كان اثنين من أقرباء أسامة بن لادن من بين حملة الأسهم في البنك. وخلال التحقيقات بشأن تفجيرات سفارتي الولايات المتحدة في شرقي أفريقيا في 1998 اكتشف أن أحد مؤسسي البنك وهو "أحمد إدريس نصر الدين" وهو ثري من أصول إثيوبية والذي عمل ذات مرة قنصلًا فخريًا للكويت في ميلانو، وأحد الموظفين السابقين في مجموعة بن لادن، فانه وحسب كلام يوسف ندا فان نصر الدين كان "المول الرئيسي" للمركز الإسلامي في ميلانو، والذي تعتقد الحكومة الأمريكية أنه أي المركز اعتبر محطة لإرسال المتدربين إلى معسكر تدريب تنظيم القاعدة في أفغانستان"  رأس مجلس ادارته يوسف ندا الذي صنف من قبل الاستخبارات الأمريكية كأحد داعمي جماعات مثل جبهة الإنقاذ الإسلامية الجزائرية.
اتهم الأردن بنك التقوى بتقديم «دعم مادي» إلى خضر أبو هوشر وأبو مصعب الزرقاوي المتهمان بالتخطيط لهجمات على سياح بمناسبة احتفالات الألفية في الأردن.
أغلق البنك العام 2001 م. بقرار دولي من مجلس الأمن الدولي بعد اتهامات له بدعم وتمويل الإرهاب.
وقد ثبت عدم صحة الإتهامات الموجهة لبنك التقوى ومجموعة ندا للإدارة بتمويل جماعات ارهابية وبالتالى حفظ التحقيق في القضية في عام 2005 ثم التخلى عن التحقيق بعد ثبوت بطلان الإتهامات الموجهة للمجموعة في عام 2007 كما نشرته وكالة سويسانفو السويسرية

## مودعون في البنك
كان من كبار المودعين في بنك التقوي الشيخ يوسف القرضاوي وزغلول النجار... وعدد من كبار قادة جماعة الإخوان المسلمين مثل خيرت الشاطر.

## وصلات خارجية
- بيانات عن بنك التقوي من موقع «اخوان برس، الاخوان المسلمين»